# Min herde är Herren, min tillflykt
Min herde är Herren, min tillflykt är en psalm med text och musik av Margot Zilch. Texten bygger på Psaltaren 23. Den översattes till svenska 1978 av Göran Stenlund.

## Publicerad i
- Segertoner 1988 som nr 551 under rubriken "Att leva av tro - Förtröstan - trygghet".[1]